# Eoghan Quigg
Eoghan Quigg, né le 12 juillet 1992, est un chanteur nord irlandais, issu de la cinquième saison du télé-crochet britannique The X Factor, dont il termine troisième, derrière Alexandra Burke et le groupe JLS.

## Performances lors deThe X Factor
| Semaine     | Chanson                               | Thème                                     | Résultat |
| ----------- | ------------------------------------- | ----------------------------------------- | -------- |
| Semaine 1   | Imagine                               | Numéros un Royaume-Uni et États-Unis      | Sauvé    |
| Semaine 2   | Ben                                   | Songs by Michael Jackson or The Jackson 5 | Sauvé    |
| Semaine 3   | LOVE                                  | Big band                                  | Sauvé    |
| Semaine 4   | Could It Be Magic                     | Disco                                     | Sauvé    |
| Semaine 5   | Anytime You Need a Friend             | Chansons de Mariah Carey                  | Sauvé    |
| Semaine 6   | One More Try                          | Best of British                           | Sauvé    |
| Semaine 7   | Never Forget                          | Chansons de Take That                     | Sauvé    |
| Semaine 8   | Sometimes                             | Chansons de Britney Spears                | Sauvé    |
| Semaine 8   | We're All In This Together            | Classiques américains                     | Sauvé    |
| Demi-finale | Year 3000                             | Choix des mentors                         | Sauvé    |
| Demi-finale | Does Your Mother Know                 | Choix des candidats                       | Sauvé    |
| Finale      | I Wish It Could Be Christmas Everyday | Chant de Noël                             | 3e place |
| Finale      | Picture of You (avec Boyzone)         | Duo avec une célébrité                    | 3e place |
| Finale      | We're All In This Together            | Favoris des candidats                     | 3e place |

## Discographie

### Albums
| Année | Titre | Classement | Classement | Certifications | Ventes            |
| Année | Titre | RU         | IRL        | Certifications | Ventes            |
| ----- | --- | ---------- | ---------- | -------------- | ----------------- |
| 2009  | Eoghan Quigg - Premier album studio - Sortie : 6 avril 2009 - Label : RCA, Sony BMG - Formats : CD, téléchargement | 14         | 1          | - Irlande : ?  | - Monde : 30,000+ |

### Singles
| 2008                                                                      | "Hero" (avec les finalistes de la saison 5 de la série The X Factor (édition du Royaume-Uni)) | 1  | 1  | Charity Single |
| 2009                                                                      | "28,000 Friends"                                                                              | 96 | 32 | Eoghan Quigg   |
| "—" indique que l'item n'a pas été classé ou n'est pas sorti dans ce pays |                                                                                               |    |    |                |